# Cláudia Bueno
Cláudia Bueno da Silva (São Caetano do Sul, 21 de setembro de 1987) é uma voleibolista indoor brasileira que atuando na posição de Levantadora. Atualmente, joga no Praia Clube.

## Carreira
Claudinha começou sua trajetória nas categorias de base S. C. Corinthians Paulista  ano de 2000 permanecendo até 2003 e neste ano transferiu-se para as categorias de base do BCN/Osasco  ano que representou a Seleção Paulista no Campeonato Brasileiro de Seleções Divisão Especial, categoria infanto-juvenil, realizado em  Guaratuba-PR conquistando o título da edição.
Ainda como atleta do BCN/Osasco representou na categoria juvenil a Seleção Paulista no Campeonato Brasileiro de Seleções de 2004, Divisão Especial, realizado em  Saquarema-RJ , edição que encerrou com o vice-campeonato.
Nesse mesmo ano transferiu-se para o São Caetano/Detur e ainda em 2004 foi convocada pelo técnico Antônio Rizola para Seleção Brasileira em preparação para o Campeonato Sul-Americano Juvenil em La Paz-Bolívia , disputou torneios preparatórios antes como a  Copa Internacional Banco do Brasil em Campinas e  outra na cidade de  São Carlos e no referido Campeonato Sul-Americano Juvenil  conquistou a medalha de ouro nesta competição.
Conquistou pelo São Caetano/Detur o título do Campeonato Paulista Juvenil de 2004.Novamente representou a Seleção Paulista no Campeonato Brasileiro de Seleções de 2005, Divisão Especial, na categoria juvenil  em Minas Gerais.
Permaneceu no mesmo clube que utilizou a alcunha :São Caetano/Mon Bijou após mudança de patrocinador, sagrando-se vice-campeã do Campeonato Paulista Juvenil em 2005.Disputou pelo São Caetano/Mon Bijou  a Superliga Brasileira A 2005-06 e finalizou no quarto lugar.
Ela conquistou pelo São Caetano/Mon Bijou  o bicampeonato no Campeonato Paulista Juvenil em 2006 e por este  disputou a Superliga Brasileira A 2006-07, ocasião que encerrou na quinta posição.Jogou mais uma temporada pelo  São Caetano/Detur e foi vice-campeã do Campeonato Paulista de 2007 e no mesmo ano termina com a prata nos Jogos Abertos do Interior na Praia Grande e  repetindo a mesma colocação anterior na Superliga Brasileira A 2007-08.
Na transição da categoria juvenil para adulto, ela ousou e optou por defender  em 2008 o  C.R.Orion/Fadenp de São José dos Campos, disputou por este a Copa São Paulo de 2008 e a Liga Nacional no mesmo ano e mesmo não indo as finais desta competição, seu desempenho despertou o interesse do Praia Clube/Futel, este clube prometeu contratá-la caso alcançassem a promoção a Superliga Brasileira A 2008-09.
E após conquista da Liga Nacional o Praia Clube/Futel a contratou e disputou a referida Superliga Brasileira A e ficou em nono lugar nesta edição.Em 2009 conquistou a medalha de ouro nos jogos Abertos Brasileiros (Jab´s)  estes disputados em Maringá.
Continuou como atleta do clube mineiro que passou a usar a alcunha  Banana Boat/Praia Clube e disputou a Superliga Brasileira A 2009-10 encerrando na sétima posição.
Foi contratada pelo Usiminas/ Minas  para as competições da jornada seguinte, sagrando-se campeã da  Copa Pré-Superliga de Patrocínio em 2010, também foi vice-campeã do Campeonato Paulista no mesmo ano e competiu pelo mesmo clube na edição da Superliga Brasileira A 2010-11 encerrando na quinta posição.
Em 2011 foi convocada para os treinamentos da Seleção Brasileira, e tinha atenção especial do técnico José Roberto Guimarães, este exigindo dela para repetir o movimento da ex-levantadora da seleção Fofão em uma fotografia que ele apontava e ao conseguir recebeu elogios  do treinador.Disputou  pela  Seleção Brasileira de Novas a Copa Yeltsin de 2011 em  Ecaterimburgo-Rússia, conquistando a medalha de prata.
Na jornada seguinte permaneceu no Usiminas/Minas e encerrou com o bronze no Campeonato Mineiro de 2011 e encerrou na quarta posição na Superliga Brasileira A 2011-12.
No ano de 2012 foi novamente convocada para Seleção Brasileira de Novas e disputou a Copa Pan-Americana de 2012 realizada em Ciudad Juárez-México ,  vestindo a camisa#4  sagrou-se vice-campeã nesta edição e representou esta seleção no mesmo ano para disputar a Copa Yeltsin de 2012 sediada em Ecaterimburgo-Rússia, na qual conquistou o bronze e esteve  pré-inscrita no Grand Prix de 2012.
Renovou com Usiminas/Minas para as competições do calendário esportivo seguinte e por este competiu na Superliga Brasileira A 2012-13 e encerrou na sétima colocação nesta edição.
Em 2013 o técnico José Roberto Guimarães a convocou para a Seleção Brasileira para os treinamentos visando o Montreux Volley Masters na Suíça, e vestindo a camisa#8 disputou o Montreux Volley Masters de 2013 conquistou o título da edição e no mesmo pela seleção conquistou o título do Torneio de Alassio na Itália.E foi inscrita na edição do  Grand Prix de 2013 .
Ainda pela seleção principal conquistou o título do Grand Prix 2013, cuja fase final deu-se em Sapporo-Japão, quando vestiu a camisa#8 e finalizando a temporada pela seleção conquistou o título da Copa dos Campeões no Japão, novamente vestindo a camisa#8 e foi a nona entre as melhores levantadoras.
Ela foi anunciada como  reforço do Vôlei Amil para  temporada 2013-14 , por este disputou a Copa São Paulo de 2013, foi bronze no Campeonato Paulo neste mesmo ano e disputou por esta equipe a Superliga Brasileira A 2013-14 e encerrou na quarta posição.
Pelo Vôlei Amil disputou também a Copa Brasil de 2014, cujas finais foram realizadas em Maringá.Em 2014  com a patente de sargento foi convocada para Seleção Brasileira Militar pelo técnico Anderson Rodrigues e conquistou a medalha de ouro no XV Campeonato Mundial Militar de 2014, realizado no Rio de Janeiro-Brasil.
Em 2014 foi contratada pelo Sesi-SP e foi vice-campeã da Copa São Paulo neste mesmo ano e por este clube foi inscrita  na Superliga Brasileira 2014-15.Em 2015 disputou  Copa Banco do Brasil  cuja finais ocorreu Cuiabá, conquistou o vice-campeonato  nesta edição.
No ano de 2015 foi convocada para Seleção Militar e sagrou-se medalhista de ouro na edição dos Jogos Mundiais Militares realizados na Coreia do Sul,ainda representou o país em sua segunda edição de Universíada de Verão, desta vez em Gwangju, Coreia do Sul, vestiu a camisa ˥, e ao final conquistou o quarto lugar na competição.
Foi contratada pelo  Dentil/Praia Clube paras as competições da jornada 2015-16 e conquistou o título do Campeonato Mineiro de 2015e o vice-campeonato na edição da Superliga Brasileira A 2015-16e sagrou-se campeã da Copa Brasil de 2016 realizada em Campinas.
Renovou com o Dentil/Praia Clube disputar as competições do calendário esportivo de 2016-17, conquistando o vice-campeonato na Supercopa do Brasil de 2016 em Uberlândia, além do bronze na edição da Superliga Brasileira 2016-17.Ainda em 2017 competiu pelo Dentil/Praia Clube na edição do Campeonato Sul-Americano de Clubes de 2017, em Uberlândia, Brasil, sagrando-se medalhista de prata
Em sua terceira temporada pelo Dentil/Praia Clube disputou as competições do período de 2017-18, sagrou-se vice-campeã do Campeonato Mineiro de 2017 e também na Copa Brasil de 2018 realizada em Lages e contribuiu para a melhor campanha do clube na história da Superliga Brasileira A 2017-18 e é finalista e sagrou-se campeã pela primeira vez e foi a melhor jogadora da final.
Em 2018 representou novamente o Brasil na edição do Campeonato Mundial Militar em Edmonton, Canadá, conquistando a medalha de prata; nesta mesma temporada recebeu convocação para seleção brasileira para disputar a edição da Copa Pan-Americana realizada em Santo Domingo e terminou na quarta posição.
Foi contratada pelo Osasco Voleibol Clube para as competições do período 2018-19 e obteve o vice-campeonato na edição do Campeonato Paulista de 2018.
Retornou ao Praia Clube para disputar as competições do período 2019-20. Renovou com o clube para a disputa da temporada 2020-21, consagrando-se vice-campeã do Campeonato Mineiro de 2020, além de campeã do Super Vôlei e da Supercopa do mesmo ano.

## Títulos e resultados
- Universíada de Verão:2015[60]
- Copa Pan-Americana:2018[76]
- Superliga Brasileira Aː2017-18[74] e 2022-23
- Copa Brasil de 2024
- Superliga Brasileira Aː2015-16[64],  2020-21 e 2021-22
- Superliga Brasileira Aː2016-17[67]
- Superliga Brasileira A: 2005-06[15], 2011-12[33], 2013-14[52]
- Supercopa Brasileira de Voleibolː2020 e 2021
- Troféu Super Vôlei:2020
- Supercopa Brasileira de Voleibolː2016[66] e 2023
- Copa Brasil:2015[58], 2016[65], 2018[72], 2020, 2021 e 2023
- Copa Brasil:2022
- Copa Brasil: 2014[53]
- Campeonato Brasileiro de Seleções Juvenil: 2005[11]
- Campeonato Brasileiro de Seleções Juvenil: 2004[8]
- Campeonato Brasileiro de Seleções Infanto- Juvenil: 2003[7]
- Copa Pré-Superliga de Patrocínio: 2010[4]
- Jab´s: 2009[4]
- Jogos Abertos do Interior de São Paulo: 2007[18]
- Campeonato Mineiro:2015[63], 2019[81], 2021 e 2023
- Campeonato Mineiro:2010[27], 2017[71] e, 2020[79] e 2022
- Campeonato Mineiro:2011[32]
- Campeonato Paulista:2018[78]
- Campeonato Paulista:2013
- Campeonato Paulista Juvenil: 2004 e 2006[4]
- Campeonato Paulista Juvenil: 2005[13], 2007[17]
- Copa São Paulo: 2014[56]

## Premiações individuais
- MVP da Final do Campeonato Sul-Americano de Clubes de 2023
- MVP da Final da Superliga Brasileira A 2022-23
- MVP do Campeonato Sul-Americano de Clubes de 2021
- MVP da Final da Superliga Brasileira A 2017-18 [74]
- 9ª Melhor Levantadora da Copa dos Campeões de 2013[48]